# Nikolaus Poda von Neuhaus
Nikolaus Poda von Neuhaus (Vienna, 4 ottobre 1723 – 29 aprile 1798) è stato un entomologo austriaco.
È autore dell'opera Insecta Musei Graecensis (1761), il primo trattato di entomologia a seguire la  nomenclatura binomiale di Linneo.
| Poda è l'abbreviazione standard utilizzata per le specie animali descritte da Nikolaus Poda von Neuhaus. Categoria:Taxa classificati da Nikolaus Poda von Neuhaus |